# 山田站 (广州)
山田站是广州地铁21号线的高架车站，位于中國廣東省广州市增城区324国道（广汕公路），盈园北侧。车站于2018年12月28日随21號線首通段通车而启用。
本站與位於附近的象岭停车场接軌。

## 车站結構

### 車站樓層
本站共有三层，地面为架空，车站附近为324国道，盈园以及其他建筑。地上二層為站廳層；地上三层為月台層；地上四层为设备区。
其中车站西南侧的A出入口为设备房，设有警务室及车站控制室，本站的卫生间和母婴室设于设备房地面东侧。
| 地上四层 | 设备区   | 车站设备                           |  |  |
| 地上三层 | 4 站台   | █21号线 天河公园方向（下站：朱村） |  |  |
|          | 岛式站台 |                                    |  |  |
|          | 2 站台   | █21号线 天河公园方向（下站：朱村） |  |  |
|          | 1 站台   | █21号线 增城广场方向（下站：钟岗） |  |  |
|          | 岛式站台 |                                    |  |  |
|          | 3 站台   | █21号线 增城广场方向（下站：钟岗） |  |  |
| 地上二层 | 站厅     | 售票機、客服中心、安检设施         |  |  |
|          | 设备区   | 车站控制室、警务室、车站設備       |  |  |
| 地面     | 设备区   | A出入口、卫生间、母婴室、车站設備  |  |  |

### 站厅

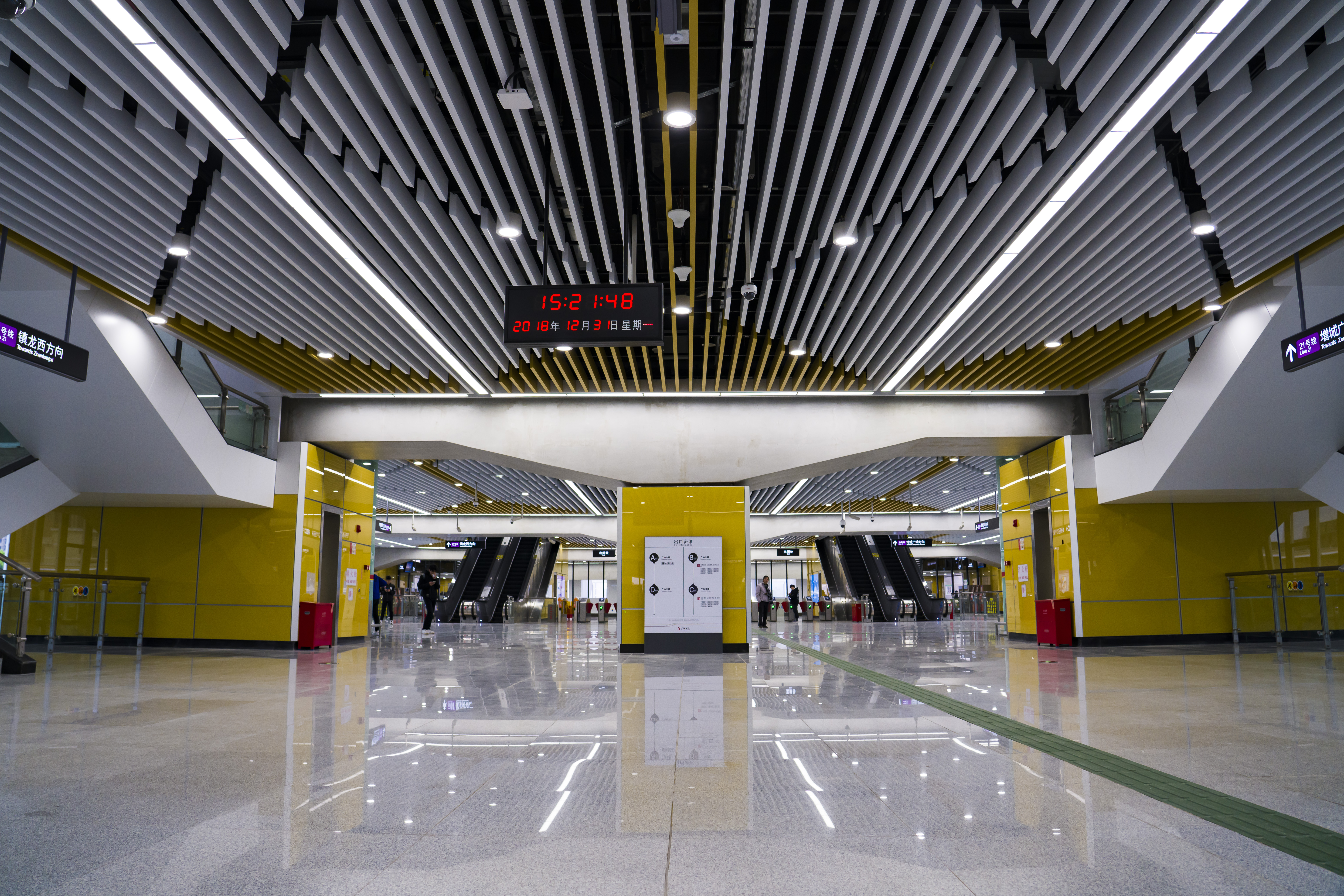
站厅

山田站站厅設有售票機、自动售卡/充值机、客務中心；同时设有自动售卖机。
为方便行人进出，目前站厅中部被划分为收费区，收费区内前往两个月台各自设有四条扶手电梯、一条楼梯和一台专用电梯供乘客前往。

### 月台

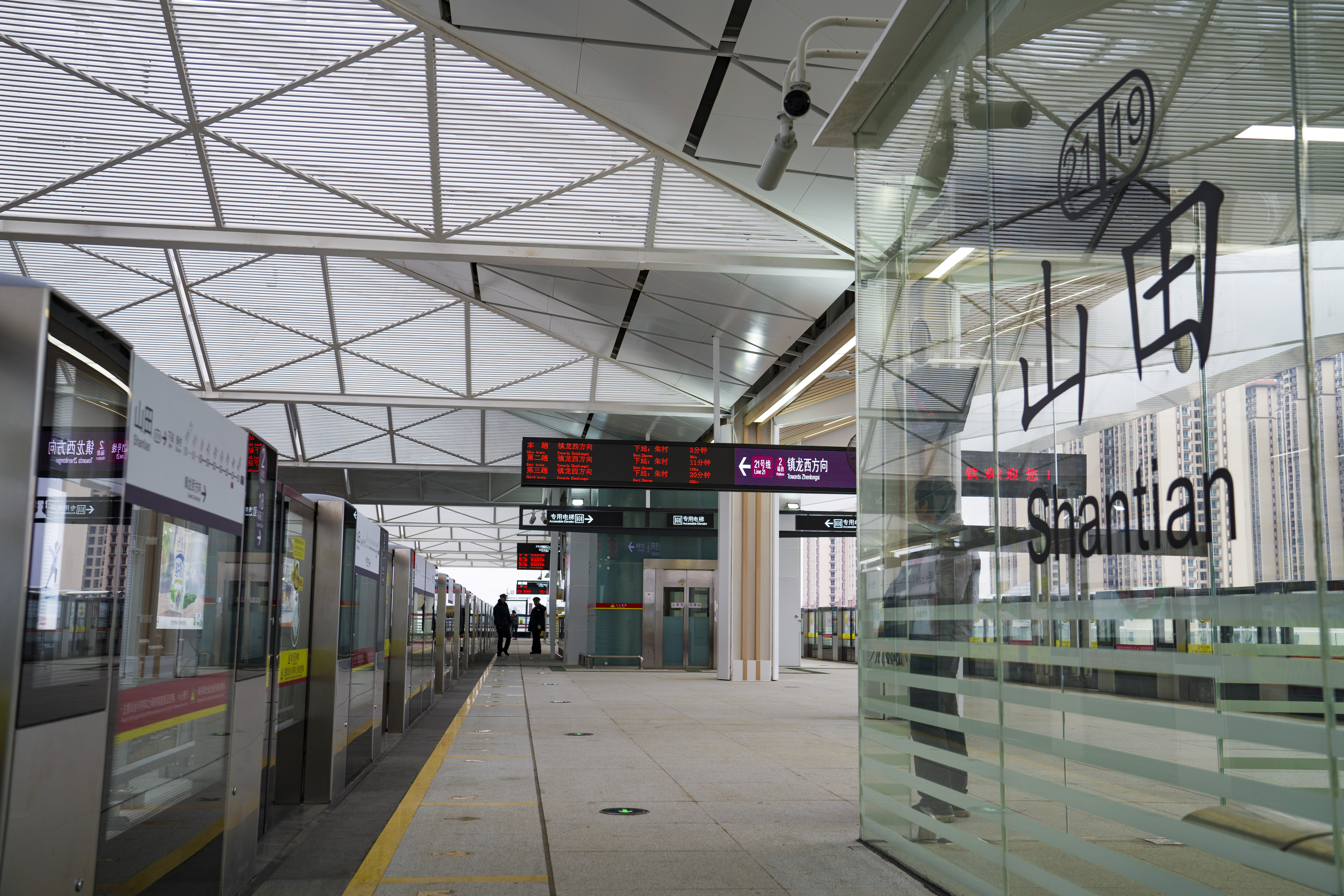
2号站台

山田站在324国道中心的上空设有两个並排的岛式月台。两个岛式月台均设有空调候车室。
本站作為21號線的快慢車越行站，因此設有四條路軌。靠近內側的兩個站台於2018年12月28日率先啟用，並分別獲編為1號及2號月台；外側的兩個站台則在2019年8月23日啟用，並分別獲編為3號及4號月台。當有快車經1號或2號月台通過山田站時，增城廣場方向的各站停列車會於3號月台待避，而天河公园方向的各站停列車會於4號月台待避。
另外，本站增城广场方向一端的正线处设有一条交叉渡线；同时两条正线及两条待避线之間均各自设有一条交叉渡线，待避線往東延伸則作為出入段線，直接接入象岭停车场。該配置除了可以供快慢车模式下普通车驶入外侧站台进行避让，列车亦可使用该渡线往返象岭停车场。

### 出入口
山田站目前设有4个出入口供乘客进出车站。
|                                           |                                                       |      |          |                            |
| 編號                                      | 设施                                                  | 照片 | 出口指示 | 建議前往的目的地           |
| A                                         | 盲道标志 · 升降机标志 · 无障碍通道标志 · 扶手电梯标志 |      | 广汕公路 | 山田地铁站公交车站（东行） |
| B                                         | 盲道标志 · 扶手电梯标志                               |      | 广汕公路 |                            |
| C                                         | 盲道标志                                              |      | 广汕公路 |                            |
| D                                         | 扶手电梯标志                                          |      | 广汕公路 | 山田地铁站公交车站（西行） |
| 註： 設有 \| 設有 \| 設有 \| 設有扶手電梯 |                                                       |      |          |                            |

## 接驳交通
| 公交（山田地铁站） \| 编号 \| 编号 \| 线路 \| 线路 \| 线路 \| 收费 \| 备注 \| \| ---- \| ------ \| ---------------- \| ---- \| ---------------- \| ---- \| --------- \| \| \| 增城2 \| 公汽公司 \| ⇆ \| 科教城东公交总站 \| 2元 \| \| \| \| 增城4 \| 横塱村委 \| ⇆ \| 康健公司 \| 2元 \| \| \| \| 增城8 \| 增城广场地铁总站 \| ⇆ \| 增城站公交总站 \| 2元 \| \| \| \| 增城11 \| 二汽车站 \| ⇆ \| 五福路 \| 4元 \| \| \| \| 增城12 \| 二汽车站 \| ⇆ \| 永和医院 \| 5元 \| \| \| \| 增城13 \| 广运车站 \| ⇆ \| 仙村公交总站 \| 4元 \| \| \| \| 增城81 \| 增城广场地铁总站 \| ⇆ \| 吓岗村总站 \| 2元 \| 原 吓岗线 \| |        |                  |      |                  |      |           |
| 编号 | 编号   | 线路             | 线路 | 线路             | 收费 | 备注      |
| | 增城2  | 公汽公司         | ⇆    | 科教城东公交总站 | 2元  |           |
| | 增城4  | 横塱村委         | ⇆    | 康健公司         | 2元  |           |
| | 增城8  | 增城广场地铁总站 | ⇆    | 增城站公交总站   | 2元  |           |
| | 增城11 | 二汽车站         | ⇆    | 五福路           | 4元  |           |
| | 增城12 | 二汽车站         | ⇆    | 永和医院         | 5元  |           |
| | 增城13 | 广运车站         | ⇆    | 仙村公交总站     | 4元  |           |
| | 增城81 | 增城广场地铁总站 | ⇆    | 吓岗村总站       | 2元  | 原 吓岗线 |

## 历史
在21號線初期規劃中，並沒有設置本站。21号线环评公示后，方在車站現時位置增設本站，并命名为象嶺站作為規劃及工程名稱。因本站位于山田村范围内，广州地铁集团于2018年向民政局申报山田站为本站站名，并于同年8月正式获批。
车站于2018年9月28日移交运营部门调试，12月28日12时28分随21號線首通段通车而正式启用。
21號線首通段開通时未开行快車，故所有列車均於內側的1號及2號月台停靠，外側兩個月台則暫不使用，亦不獲編號。2019年8月23日起，為配合21號線剩餘段與既有路段進行不載客貫通測試，外側月台啟用並獲得編號。